# Sallisa Rosa
Sallisa Rosa (Goiânia, 1986) é artista visual indígena brasileira. Suas obras encontram-se no acervo do Museu de Arte Moderna de São Paulo (MASP) e já foram expostas no Centro Cultural Banco do Brasil; na Bienal do Barro, realizada no Caruaru em 2019; no Farol Santander, em Porto Alegre; no Museu de Arte da Pampulha, em Belo Horizonte e no Museu de Arte do Rio de Janeiro (MAR). Em sua prática artística, Sallisa trabalha com fotografia, video, performance e instalação. Seu trabalho explora a conexão humana com a terra, utilizando o barro coletado como material e estabelecendo um vinculo único com o solo e o território.

## Percurso
Suas obras encontram-se no acervo do Museu de Arte Moderna de São Paulo (MASP) e foram expostas na coletiva “Histórias feministas: artistas após 2000” realizada no MASP em  2019,  na exposição “VAIVEM”, no Centro Cultural Banco do Brasil (CCBB) no Rio de Janeiro em  2019, na Bienal do Barro, realizada no Caruaru em 2019,  na mostra “Estratégias do Feminino” realizada no Farol Santander, Porto Alegre em 2019 . A artista expôs ainda no Museu de Arte da Pampulha, em Belo Horizonte  em 2019 e na exposição “Dja Guata Porã” ocorrida no Museu de Arte do Rio de Janeiro (MAR) em  2017.
Dentre seus trabalhos destaca-se Umuarama, trabalho desenvolvido durante a residência artística Bolsa Pampulha 2018/2019, obra participativa em que a artista propõe reflexões e práticas encentrais. O trabalho visa a ocupação de um terreno ao lado do Museu da Pampulha em Belo Horizonte, Minas Gerais para a plantação colaborativa de mandioca. Acerca da obra a crítica Pollyana Quintella comenta que:
“A partir de Umuarama (“lugar de descanso”), a artista dá início a um processo que remete à divisão originária do território americano, coloca nossas raízes de volta à cultura e ao mundo da mandioca e vislumbra, por fim, a possibilidade de enraizar a cultura indígena na cidade de Belo Horizonte.”
A artista foi selecionada para participar do Programa de Bolsa de Pesquisa MAM | CAPACETE no eixo Museu e Biodiversidade no Rio de Janeiro em 2020. Sua pesquisa retoma a peneira como elemento central no fazer culinário e como metáfora de apuramento. Interessa a artista a vivência alimentícia e o ato de cozinhar como uma ação  que envolve o coletivo. A partir da metáfora a artista destaca o  plano servil que integra os processos de colonização. Sua exposição atual, "Topography of memory" (Topografia da Memória), é uma instalação imersiva de grande escala em cerâmica que explora temas de ancestralidade. Particularmente como a memoria pode ser reprogramada. A obra inclui mais de 100 formas cerâmicas feitas á mão, compostas de argila coletada, e apresenta esferas suspensas e totens estalagmitas emergindo do chão, criando uma paisagem meditativa e envolvente. Atualmente, Sallisa Rosa vive em Amsterdã para participar de uma residência artística na Rijksakademie. Sua obra continua a ser uma ponte entre as tradições indígenas e a contemporaneidade, explorando e destacando a importância da terra, da cultura e das práticas ancestrais em um mundo constante transformação.

## Exposições
- Topografia da Memoria. Pinacoteca de São Paulo: Galeria Praça, 2024. Obra: Programação da Memória.[12][13]
- Topografia da Memoria. Art Basel Miami Beach: Collins Park Rotunda. Estados Unidos, 2023. Obra: Programação da Memória.[14]

- AMÉRICA. Museu de Arte Moderna do Rio de Janeiro. 2021 - 2022.[15]
- Especular: Ser Transitória, Galeria Modernista, Rio de Janeiro, 2021 [16]
- Casa Carioca, no Museu de Arte do Rio (MAR). Rio de Janeiro, 2020 [17]
- Salão de Arte em Pequenos formatos de Britânia, Goiás, 2020 Obra: Identidade é ficção.[18]
- Instituto Moreira Salles. Programa Convida, 2020 Obra: Memória antiga em parceria com Edgar Xakriabá, Davi Marworno e Renata Tupinambá [19]
- Viral Portraits na Moderna galerija em Liubliana, Eslovênia,  2020 [20]
- Against, Again: Art Under Attack in Brazil”. Anya and Andrew Shiva Gallery. New York – Estados Unidos, 2020 Obra: Série Resistência.[21]
- Vai-Vém. Centro Cultural Banco do Brasil. São Paulo, Brasília, Rio de Janeiro e Belo Horizonte., 2019 – 2020 Obra: #rede.[22][23]
- Estratégias do Feminino. Farol Santander, Porto Alegre, 2019 Obra: Identidade é ficção.
- Museu de Arte da Pampulha / Bolsa Pampulha. Belo Horizonte, 2019 Obra: Umuarama.
- Histórias Feministas. Museu de Arte de São Paulo, Masp. 2019 Obra: Série Resistência.

## Obras em coleções
- Pinacoteca do Estado de São Paulo[24]
- Série Resistência. Acervo em transformação. Masp. São Paulo (Coleção MASP), 2020 [25]

## Publicações
- Revista Concreta (nº16), Publicação de arrativa fotográfica “sabendo ser”. Espanha, 2020
- Revista Revestrés #43. Publicação da série Resistência na Piauí – Brasil. 2019

## Residências Artísticas
- Residência Artística na Rijksakademie van beeldende kunsten, Amsterdã. 2024[26]
- Théâtre de L'Usine, Genebra, Suíça. 2022[27]
- Residências na Documenta Quinze, em Kassel, Alemanha. 2022[27]
- Projeto: passando pela peneira. Atualmente em pesquisa no Museu de Arte Moderna do Rio de Janeiro em parceria com CAPACETE. Fevereiro – 2020.[28]
- Bolsa Pampulha [8]

## Reconhecimentos e Prêmios
- Indicada ao Prêmio Pipa 2024[29]
- Indicada ao Prêmio Pipa 2022[30]
- Prince Claus Seeds Awards 2021[31]
- Indicada ao Prêmio Pipa 2020[2]